# سایوز تی‌ام‌ای-۹
سایوز-تی‌ام‌ای-۹ (به روسی: Союз )(به معنای اتحاد) یک مأموریت سرنشین دار سازمان ملی فضانوردی روسیه به سمت ایستگاه فضایی بین‌المللی محسوب می شود. انوشه انصاری نخستین فضانورد آمریکایی-ایرانی با این فضاپیما به فضا پرتاب شد. وی در طول اقامت خود در ایستگاه فضایی، آزمایش‌هایی را برای سازمان فضایی اروپا به انجام رساند.

همچنین فضاپیمای این مأموریت وظیفه ارسال و بازگرداندن تعدادی از فضانوردان گروه اعزامی ۱۴ را نیز بر عهده داشت.

## تأخیر در پرتاب
پرتاب سایوز تی‌ام‌ای-۹ که ابتدا برای ۲۳ام شهریور ۱۳۸۵ برنامه‌ریزی شده بود به علت به تأخیر افتادن پرتاب شاتل فضایی آتلانتیس (STS-115) که طبق برنامه قرار بود قبل از سایوز تی‌ام‌ای-۹ به ایستگاه بین‌المللی فضایی ملحق گردد چهار روز به تعویق افتاد. علت تأخیر در پرتاب شاتل فضایی اتلانتیس وقوع طوفان استوایی ارنستو (Hurricane Ernesto) بود.

## در حاشیه مأموریت
بر اساس برنامه، دایسوکه انوموتو از ژاپن به عنوان فضانورد همراه برای مأموریت سایوز تی‌ام‌ای-۹ تعیین شده بود، اما وی در تاریخ ۳۰ مرداد ۱۳۸۵ به دلایل پزشکی مجوز پرواز خود را از دست داد و جای او به فضانورد ذخیره انوشه انصاری تعلق گرفت.
جایگزینی انوشه انصاری به جای دایسوکه انوموتو و تفاوتهای ارگونومیکی و جنسی این دو فضانورد باعث گردید که مهندسان آژانس فضایی روسیه تغییراتی در سیستم توالت فضایی سایوز تی‌ام‌ای-۹ انجام دهند تا این توالت برای یک خانم نیز قابل استفاده گردد. همچنین صندلی مخصوص دایسوکه انوموتو از داخل سفینه فضایی برداشته شد و با صندلی مخصوص انوشه انصاری که دقیقاً مطابق قالب بدن او ساخته شده بود تعویض گردید.
صندلی فضانوردان با قالب‌برداری از بدن آنها و منحصر به فرد ساخته می‌شود تا در هنگام پرتاب به فضا و بازگشت به زمین که فضانوردان شتاب زیادی را متحمل می‌گردند آسیبی به آنها وارد نگردد.

## خدمه مأموریت
| شماره | نام              | ملیت                        | تعداد پرواز | نقش عملیاتی  | تصویر |
| 1     | میخائیل تیورین   | روسیه                       | ۲           | فرمانده      |       |
| 2     | مایکل لوپز-آلریا | ایالات متحده آمریکا         | ۴           | مهندس پرواز  |       |
| 3     | انوشه انصاری     | ایالات متحده آمریکا · ایران | ۱           | گردشگر فضایی |       |

## نگارخانه

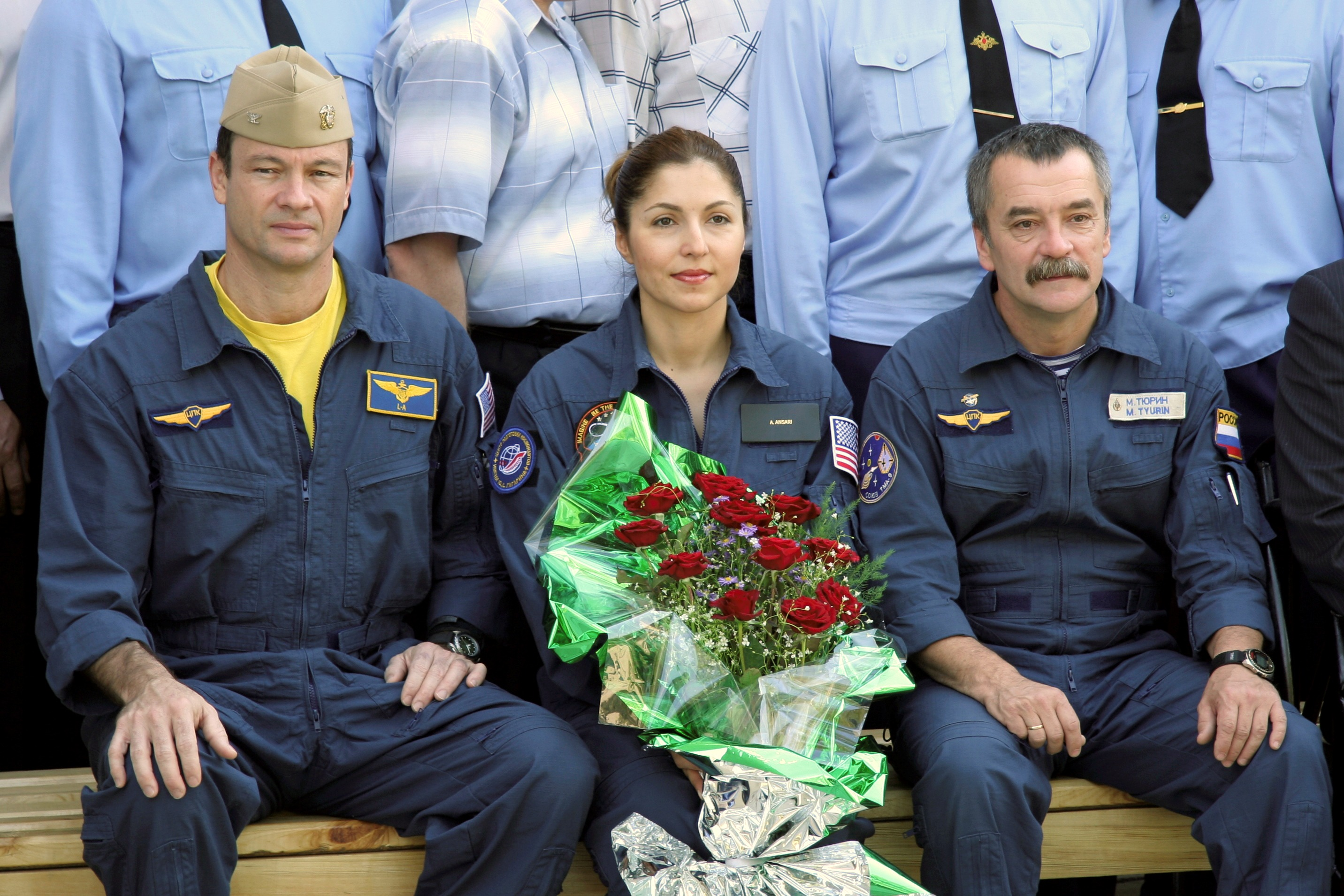
فضانوردان تی‌ام‌ای-۹
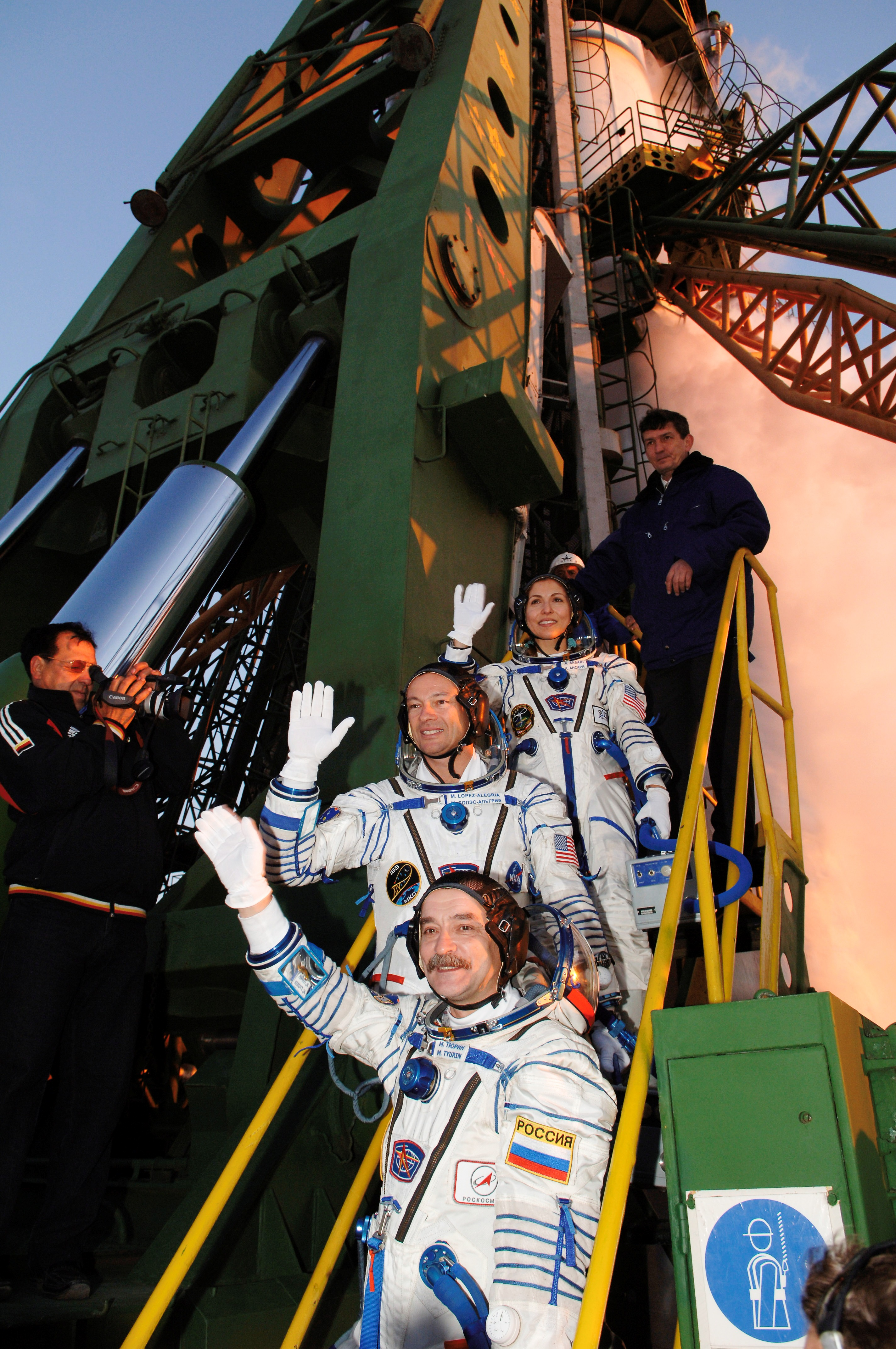
پیش به سوی پرتاب
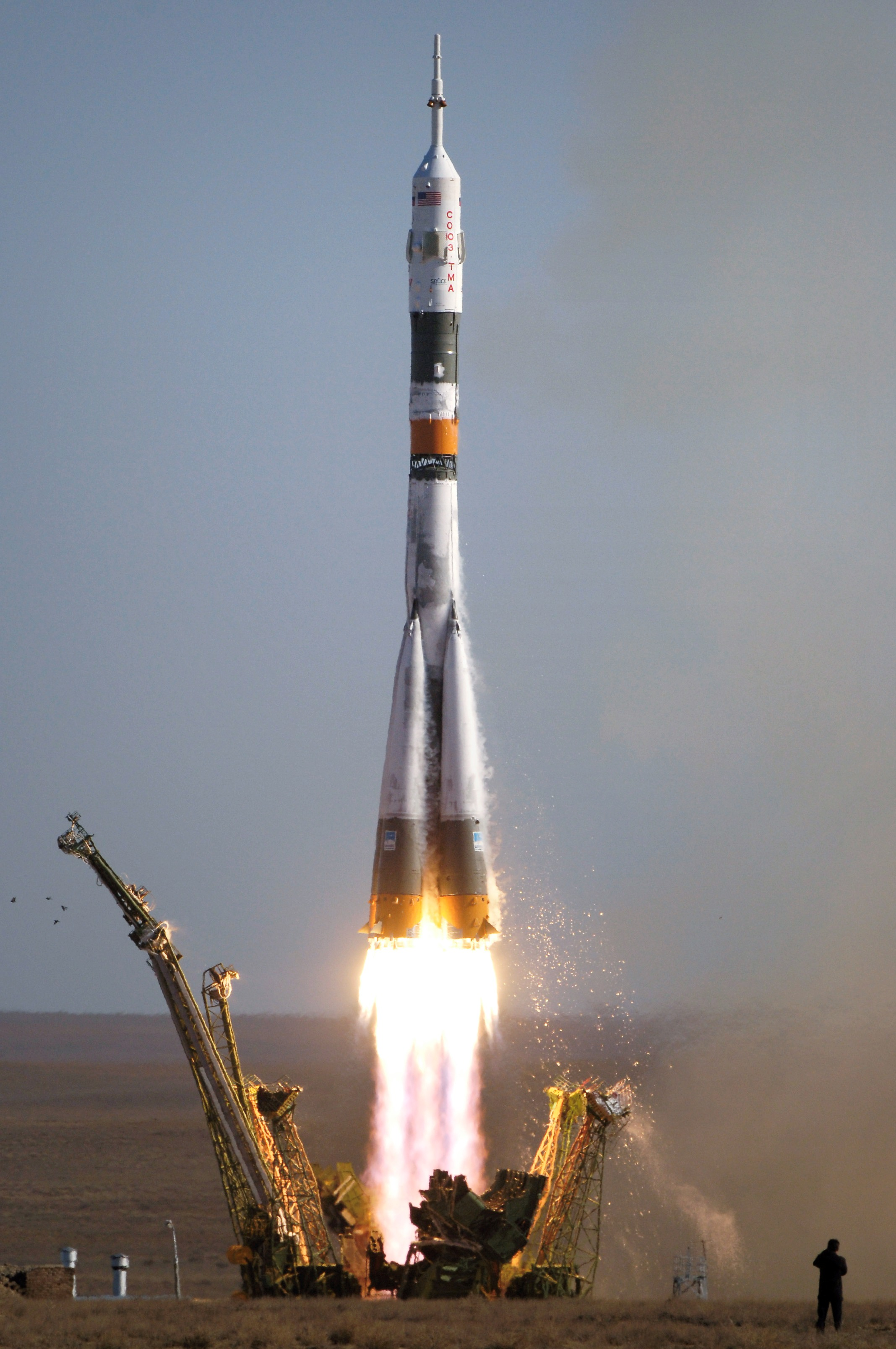
پرتاب تی‌ام‌ای-۹
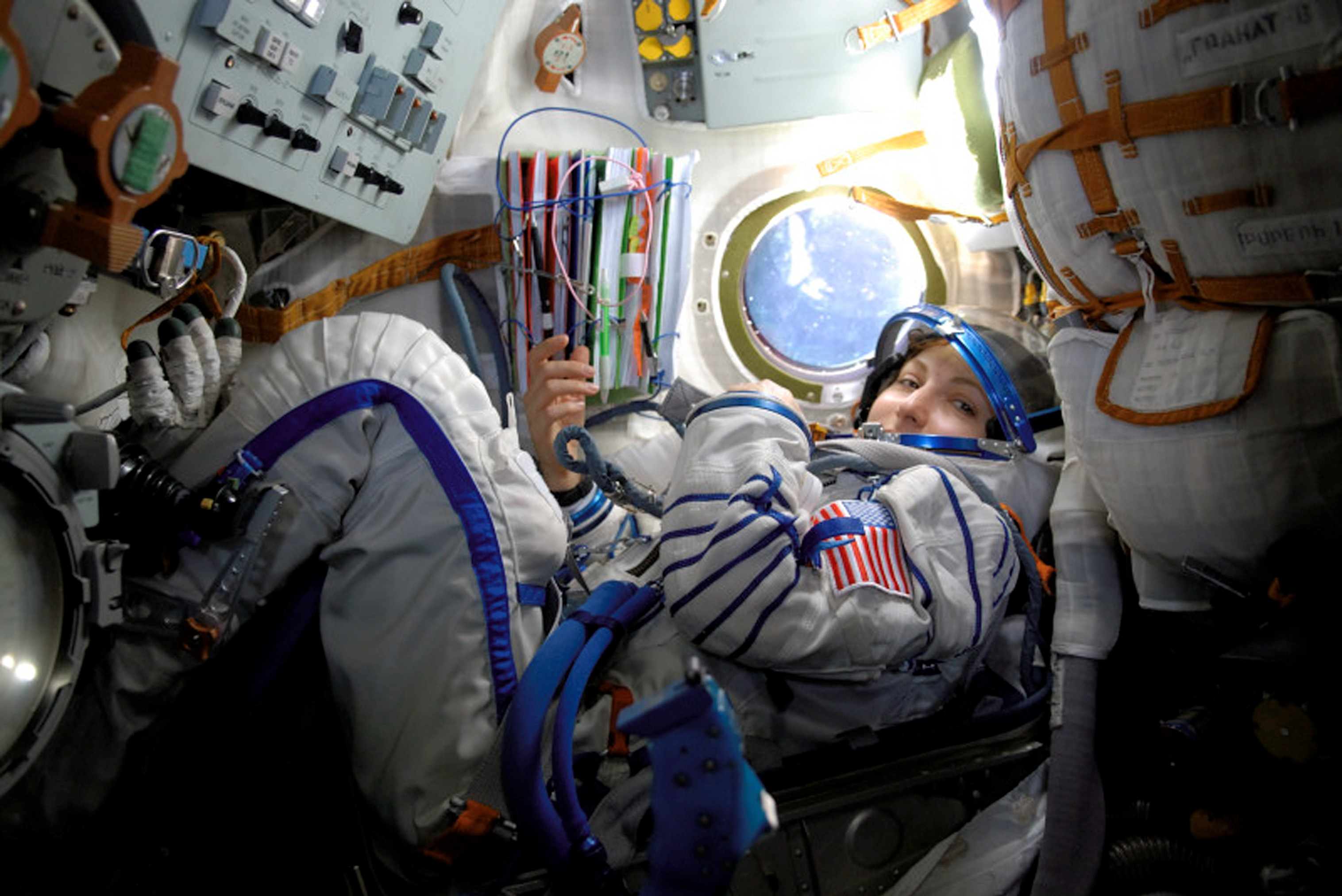
انوشه انصاری داخل فضاپیما
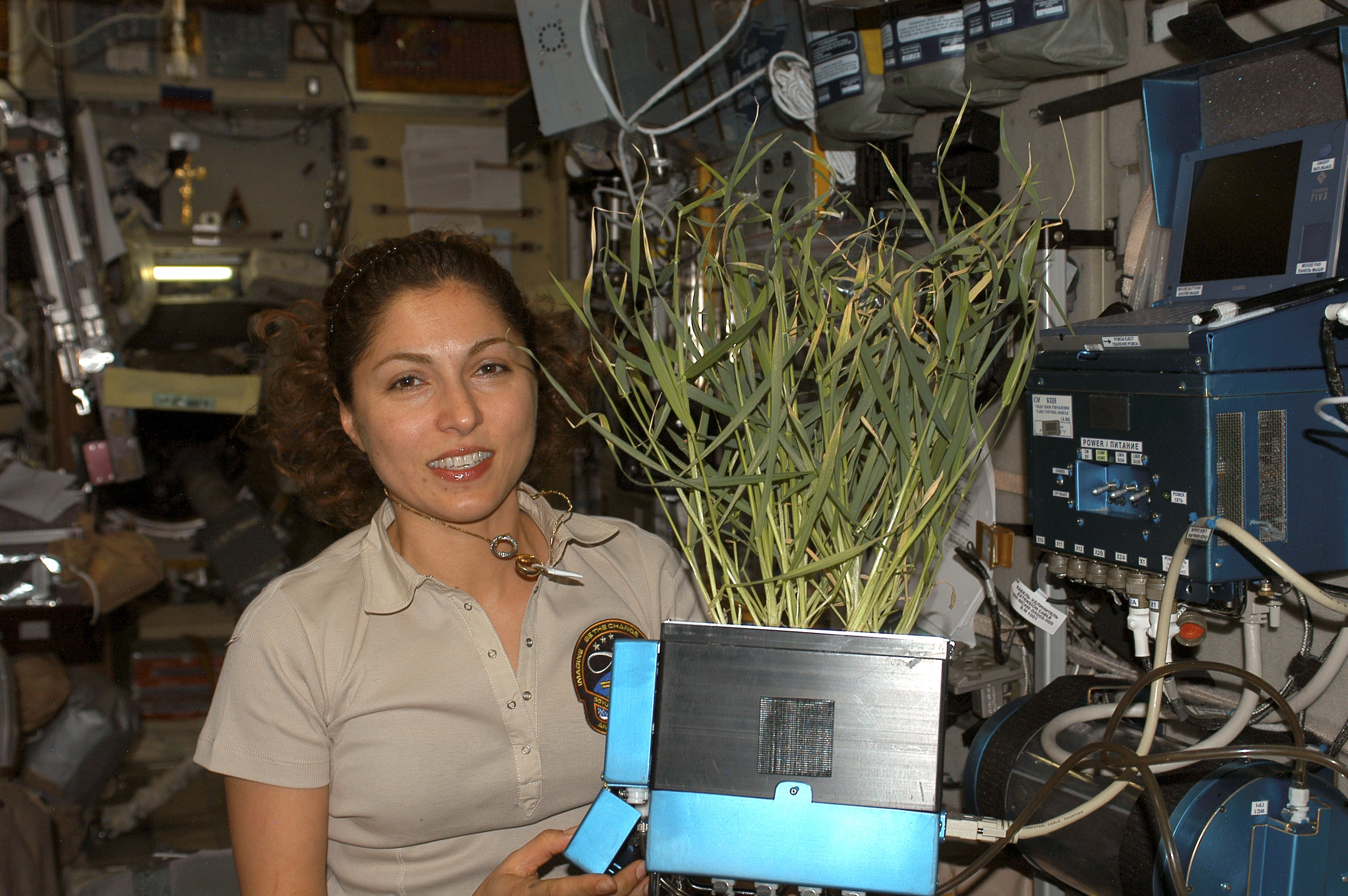
انوشه انصاری داخل ایستگاه
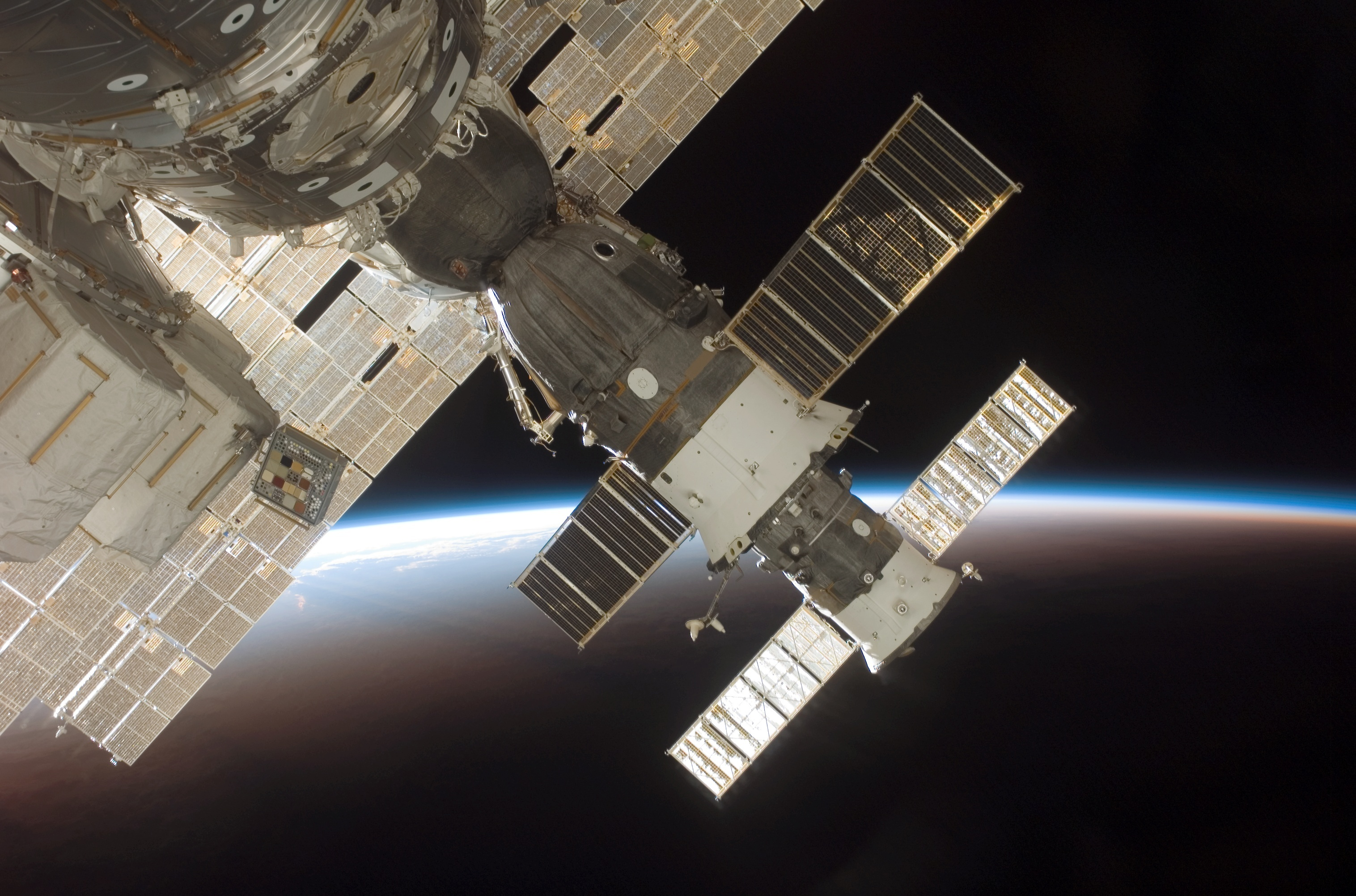
تی‌ام‌ای-۹ متصل ایستگاه
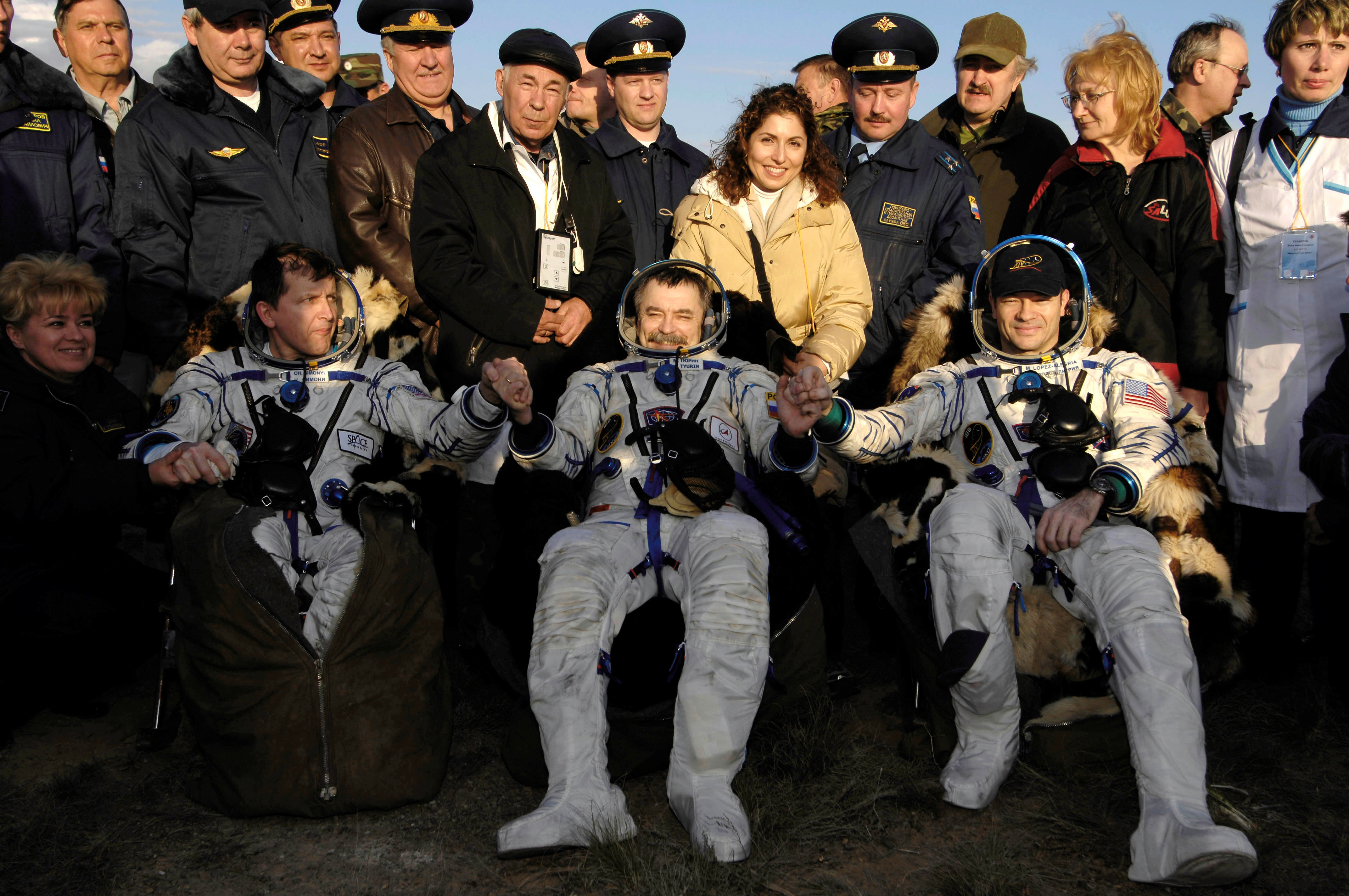
فضانوردان تی‌ام‌ای-۹ پس از فرود (انوشه انصاری در پشت سر فضانوردان)